# Juan Carlos Sánchez Martínez
Juan Carlos Sánchez Martínez, més conegut com a Juan Carlos, nascut el 27 de juliol de 1987 al municipi de Calvià (Illes Balears), és un futbolista professional mallorquí que juga com a porter.

## Trajectòria
El jove porter balear, debutà com a jugador en la Primera Divisió espanyola el dia 13 d'abril del 2008 a Almeria a qui hagué de substituir el seu company Diego López Rodríguez, el qual havia estat expulsat, l'equip groguet va acabar perdent per 1-0 contra la UD Almería. Durant la temporada 2008/09 va anar alternat els partits entre amb el filial i les convocatòries amb el primer equip. En eixa mateixa temporada, com a porter titular del filial, aconseguí l'ascens a Segona Divisió A.
El juliol de 2011 el Vila-real i l'Elx van arribar a un acord per a la cessió per una temporada del porter Juan Carlos Sánchez a l'entitat frangiverda. En la campanya anterior el jugador va disputar 5 partits de Copa i 1 de Lliga Europa amb el primer planter groc.